# Station Dortmund-Wickede
Station Dortmund-Wickede (Duits: Bahnhof Dortmund-Wickede) is een S-Bahnstation in het stadsdeel Wickede van de Duitse stad Dortmund. Het station ligt aan de spoorlijn Welver - Dortmund Süd.
Onder de naam Wickede S is het ook een station van de Stadtbahn van Dortmund.

## Treinverbindingen
| Serie | Treinsoort            | Route | Bijzonderheden |
| ----- | --------------------- | --- | -------------- |
| S 4   | S-Bahn (DB Regio NRW) | Dortmund-Lütgendortmund – Dortmund-Dorstfeld – Dortmund Stadthaus – Dortmund-Brackel – Dortmund-Wickede – Massen – Unna |                |

## Stadtbahn-lijnen
| Lijn | Route | Stations (ondergrondse stations) |
| ---- | --- | -------------------------------- |
| U43  | DO-Dorstfeld Betriebshof – Westentor – Kampstraße – Brackel – Asseln Aplerbecker Straße – Am Hagedorn – Wickede Post / DO-Wickede S | 34 (5)                           |